# Bruno Reuteler
Bruno Reuteler, né le 2 avril 1971 à Gessenay, est un sauteur à ski suisse.

## Palmarès

### Jeux olympiques
| Épreuve / Édition | Nagano 1998 |
| Petit Tremplin    | 18e         |
| Grand Tremplin    | 19e         |
| Par Equipes       | 6e          |

### Championnats du monde
| Épreuve / Édition | Falun 1993 | Thunder Bay 1995 | Trondheim 1997 | Ramsau 1999 |
| Petit Tremplin    | 25e        | 20e              | 19e            | 32e         |
| Grand Tremplin    | 41e        | 19e              | 17e            | 22e         |
| Par Equipes       |            | 5e               |                |             |

### Championnats du monde de vol à ski
| Épreuve / Édition | Planica 1994 | Kulm 1996 | Oberstdorf 1998 | Vikersund 2000 |
| Individuel        | 25e          | 26e       | 17e             | 35e            |

### Coupe du monde
- Meilleur classement final: 20e en 1998.
- Meilleur résultat: 2e.